# Enantiodes consanguinea
Enantiodes consanguinea är en fjärilsart som beskrevs av Louis Beethoven Prout 1926. Enantiodes consanguinea ingår i släktet Enantiodes och familjen mätare. Inga underarter finns listade i Catalogue of Life.